# Zeuxidia dohrni
Zeuxidia dohrni är en fjärilsart som beskrevs av Hans Fruhstorfer 1893. Zeuxidia dohrni ingår i släktet Zeuxidia och familjen praktfjärilar. Inga underarter finns listade i Catalogue of Life.